# Aeroportul Municipal L.O. Simenstad
Aeroportul Municipal L.O. Simenstad (IATA: OEO, ICAO: KOEO, FAA LID: OEO) este un aeroport din Wisconsin, Statele Unite ale Americii ce deservește zona Osceola⁠(d).
Situat la o altitudine de 276 m, aeroportul dispune de 2 piste.

## Infrastructură

### Piste
Aeroportul dispune de 2 piste. Pista 04/22 are suprafața de Iarbă și dimensiunile 2.192 picioare × 150 picioare. Pista 10/28 are suprafața de asfalt și dimensiunile 5.006 picioare × 75 picioare. 